# Geneuille
Geneuille is een gemeente in het Franse departement Doubs (regio Bourgogne-Franche-Comté). De plaats maakt deel uit van het arrondissement Besançon. Geneuille telde op 1 januari 2022 1.264 inwoners.

## Geografie
De oppervlakte van Geneuille bedraagt 6,45 vierkante kilometer; de bevolkingsdichtheid is 204 inwoners per km² (per 1 januari 2019).
De onderstaande kaart toont de ligging van Geneuille met de belangrijkste infrastructuur en aangrenzende gemeenten.

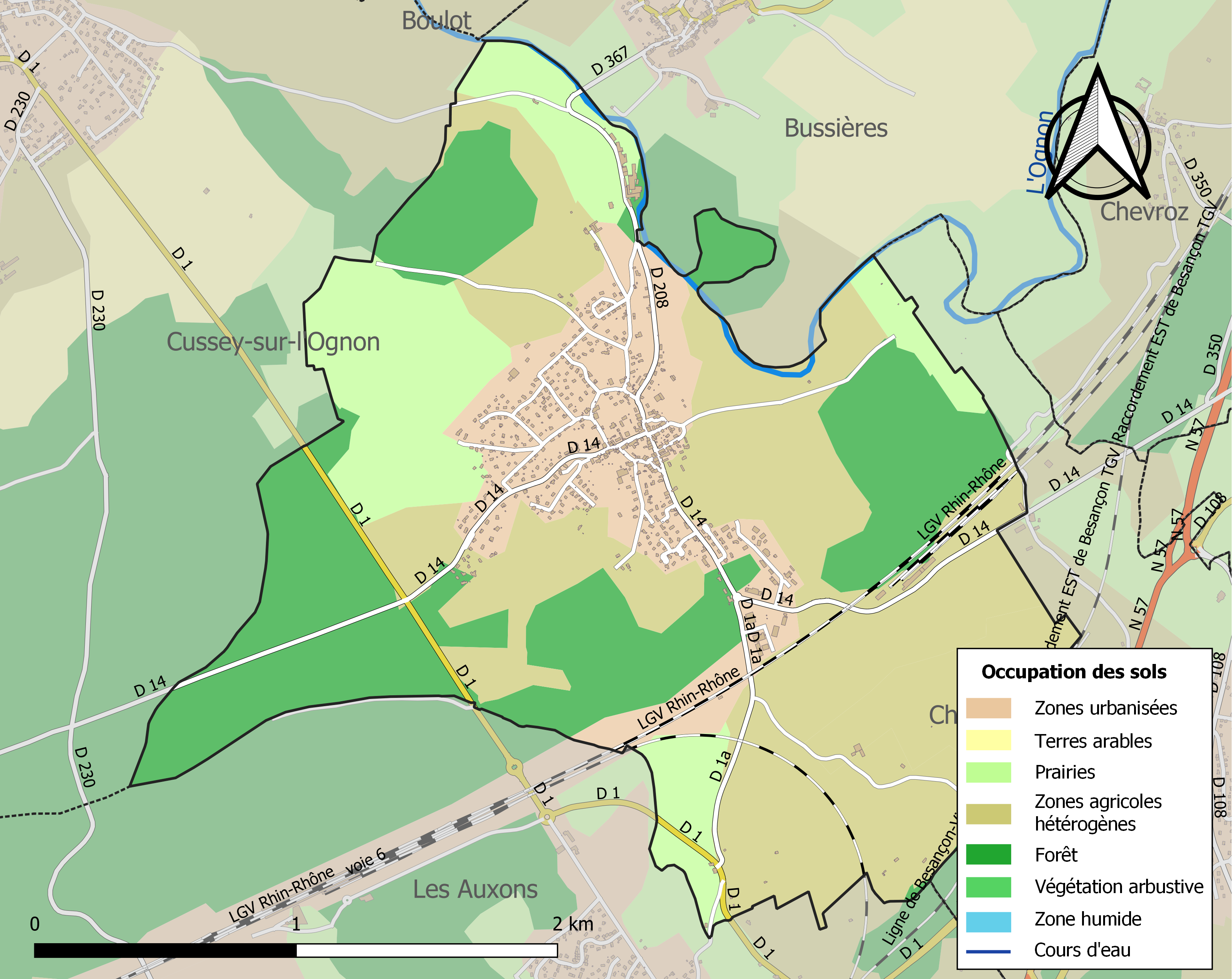

## Demografie
Onderstaande figuur toont het verloop van het inwonertal (bron: INSEE-tellingen).